# Saint-Martin-de-Valgalgues
Saint-Martin-de-Valgalgues ist eine französische Gemeinde mit 4721 Einwohnern (Stand: 1. Januar 2022) im Département Gard in der Region Okzitanien. Saint-Martin-de-Valgalgues gehört zum Arrondissement Alès und zum Kanton Alès-2.

## Geographie
Saint-Martin-de-Valgalgues ist eine banlieue nördlich von Alès an den Flüssen Gradieux und Gardon d’Alès. Umgeben wird Saint-Martin-de-Valgalgues von den Nachbargemeinden Laval-Pradel im Norden, Saint-Julien-les-Rosiers im Nordosten, Saint-Privat-des-Vieux im Südosten, Alès im Süden, Cendras im Westen und Les Salles-du-Gardon im Nordwesten.
Am westlichen Gemeinderand führt die Route nationale 106 entlang.

## Geschichte
Bis 1985 wurde in den Bergwerken Kohle abgebaut.

### Bevölkerungsentwicklung
| Jahr      | 1962 | 1968 | 1975 | 1982 | 1990 | 1999 | 2006 | 2011 |
| --------- | ---- | ---- | ---- | ---- | ---- | ---- | ---- | ---- |
| Einwohner | 3713 | 3404 | 3364 | 4209 | 4487 | 4283 | 4166 | 4199 |

## Sehenswürdigkeiten
- Romanische Kirche aus dem 11. Jahrhundert (mit Umbauten aus dem 12. Jahrhundert)
- Rennparcour Pôle Mécanique Alès-Cévennes
- Industriedenkmal Kohleminen in Gard

## Persönlichkeiten
- Gustave de La Fare-Alais (1791–1846), Dichter
- Adrienne Horvath (1925–2012), Politikerin